# 18if
18if는 곤조가 제작한 일본 애니메이션 TV 시리즈이다. 2017년 7월 7일부터 9월 29일까지 방영되었다.
미디어 프랜차이즈 The Art of 18의 일부이며, 여기에는 안드로이드 (운영체제) 및 iOS용 몹캐스트(Mobcast)의 스마트폰 게임인 18: Kimi to Tsunagaru Puzzle(【18】KIMITT ツnagaru Pazuru, 18: Kimi to Tsunagaru Pazuru)도 포함되어 있다.

## 요약
츠키시로 하루토는 "마녀"라고 불리는 이상하고 강력한 존재들이 지배하는 꿈의 세계에서 깨어난다. 그는 살아남기 위해 연구교수 칸자키 카츠미와 수수께끼의 백발 소녀 '릴리'의 도움을 받는다. 그들의 도움으로 하루토는 마녀들을 물리치고 현실 세계로 돌아갈 방법을 찾아야 한다.